# Petr Vogel
Petr Vogel (auch Peter Vogel; * 12. August 1937 in Prag) ist ein tschechisch-US-amerikanischer theoretischer Physiker, der sich vor allem mit Kernphysik befasst.
Vogels Familie war im Konzentrationslager Theresienstadt. Nach dem Studium der Technischen Physik an der Technischen Hochschule Prag arbeitete er ab 1960 am Kernforschungsinstitut der Akademie der Wissenschaften in Prag. Während einer Sommerschule, die 1962 in der Slowakei stattfand, begegnete er russischen Physikern u. a. Wadim Solowjow, der ihm eine Stelle am Vereinigten Institut für Kernforschung in Dubna anbot. Dort setzte Vogel seine in Prag begonnenen postgradualen Studien fort, die er 1966 mit der Promotion abschloss. Anschließend kehrte er an das Prager Kernforschungsinstitut zurück. Nach dem Ende des Prager Frühlings 1968 ging er an das Niels-Bohr-Institut in Kopenhagen, wo er bis 1969 tätig war und anschließend an die norwegische Universität Bergen. Seit 1970 forscht er am California Institute of Technology, wo er zunächst mit Felix Boehm zusammenarbeitete.
Neben Forschungen über Kernstruktur befasste er sich mit Neutrinophysik (auch im Rahmen des Doppelten Betazerfalls), Fragen der Zeitumkehrinvarianz- und Paritäts-Verletzung in der Kernphysik (mit Boehm) und myonischen Atomen (mit Aage Winther).
1996 wurde er Fellow der American Physical Society.

## Schriften
- mit Felix Boehm: Physics of massive neutrinos. Cambridge University Press, 1992.